# Gräsmjöldagg
Gräsmjöldagg (Blumeria graminis) är en svampart som först beskrevs av Augustin Pyrame de Candolle, och fick sitt nu gällande namn av Speer 1975. Gräsmjöldagg är ensam i släktet Blumeria som ingår i familjen Erysiphaceae.  Arten är reproducerande i Sverige. Inga underarter finns listade i Catalogue of Life.
Svampen är en vanlig skadegörare i stråsädsodling.

## Förekomst
Gräsmjöldagg är vanligt förekommande i områden med tempererat klimat. I Sverige är det mest vanligt med angrepp i de södra delarna av landet. Svampen gör störst skada i vete och rågvete men den angriper även både odlade och vilda gräs. Det finns speciella sorter av vårkorn som är resistenta och därför inte angrips. Det är vanligt att plantor kan bli angripna på både blad, ax eller strå i täta bestånd där det förekommer lätta jordar.

## Biologi & spridning
Varma dagar och kalla nätter leder till dagg vilket gynnar svampen medan regn missgynnar den. Svampen sprids med sporer som är luftburna och den kan enbart överleva på levande växtmaterial. Groningen av sporer sker optimalt vid 100 procent relativ luftfuktighet och runt 15 - 20°C. Vid optimala förhållanden kan inkubationstiden bli mindre än en vecka.
I tidigt stadium uppträder angreppen som gråvita, mögelliknande små skorpor på både blad och strå. Beläggningarna mörknar successivt och i slutet av växtsäsongen bildas det små svarta sporhus i mycelet.

## Bekämpning
För att förebygga angrepp undviks för täta bestånd och motståndskraftiga sorter används. Bekämpning är nästan aldrig aktuell på tyngre jordar. Däremot har angreppen större betydelse på lätta jordar och i känsliga sorter. Bekämpning sker i DC 30 – 39 men även tidigare eller senare vid kraftiga angrepp på känsliga sorter.

## Källor

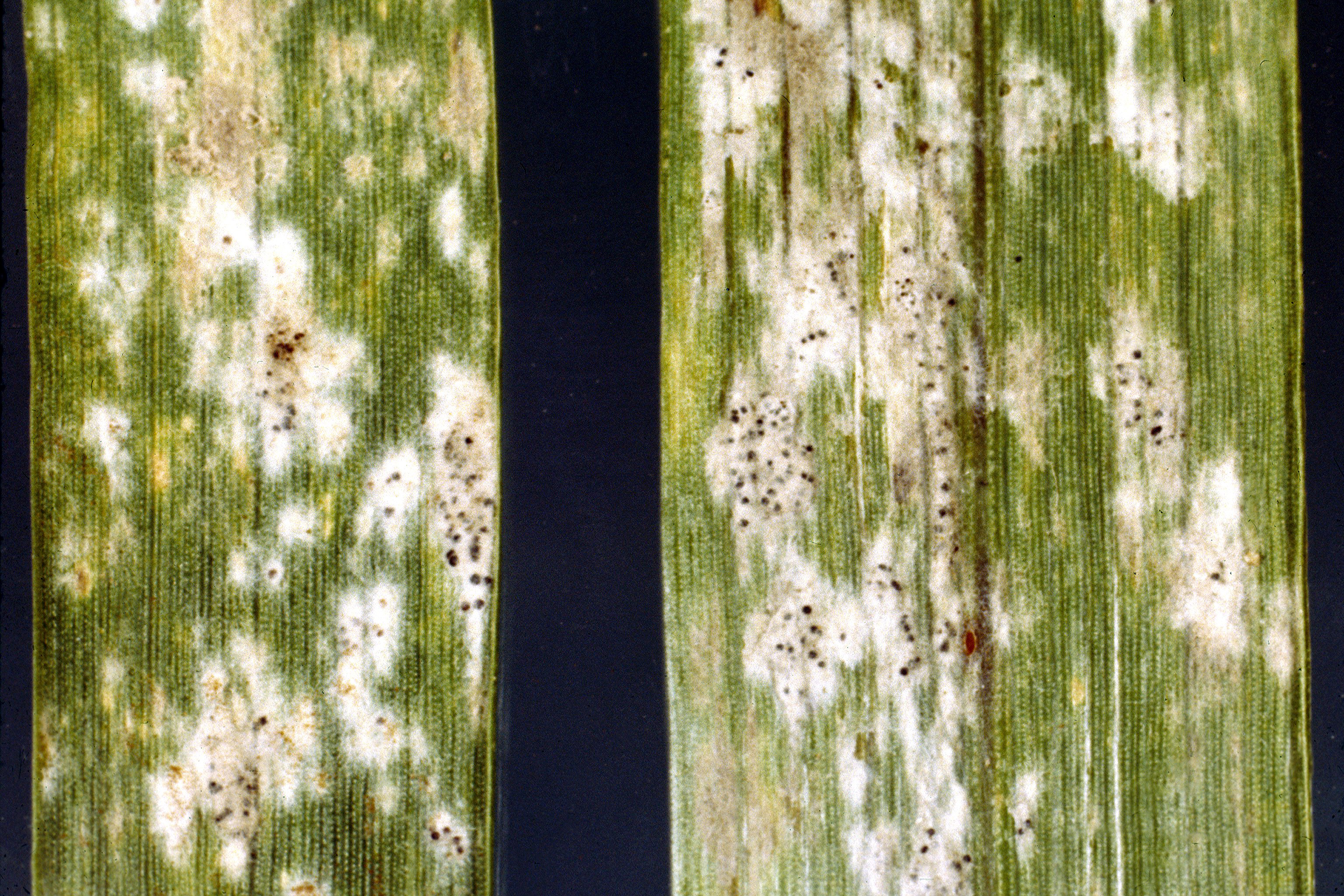
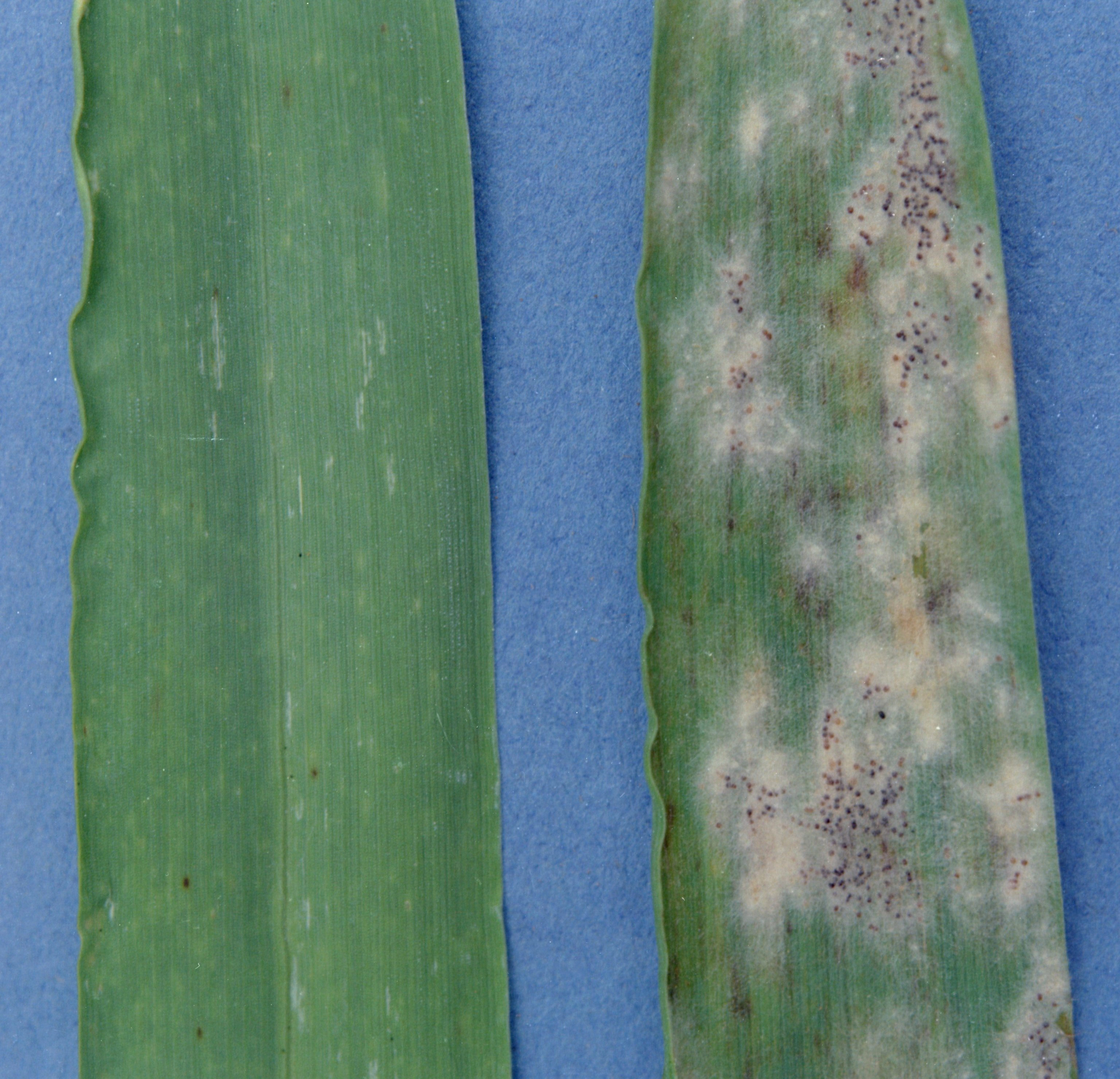
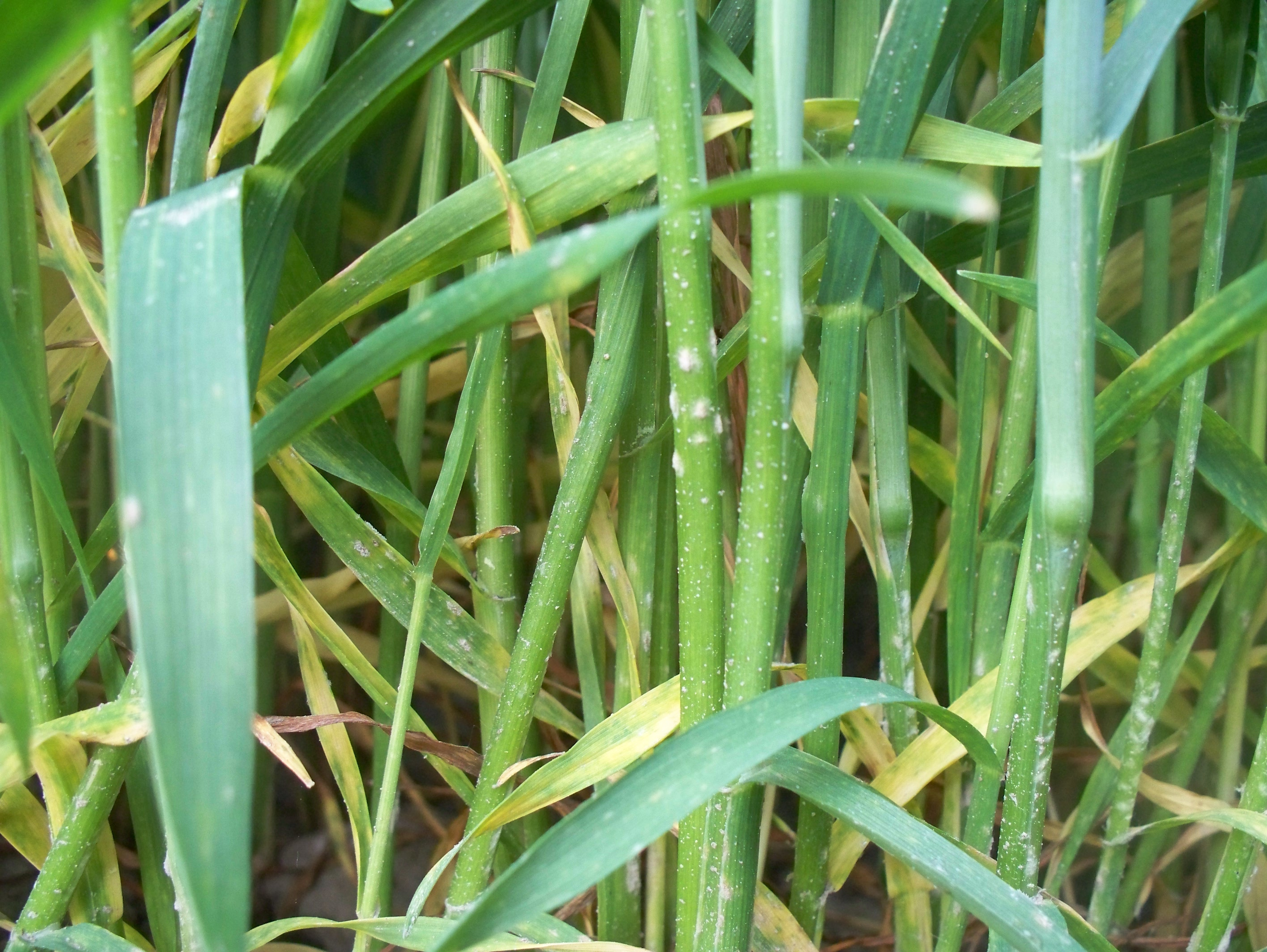
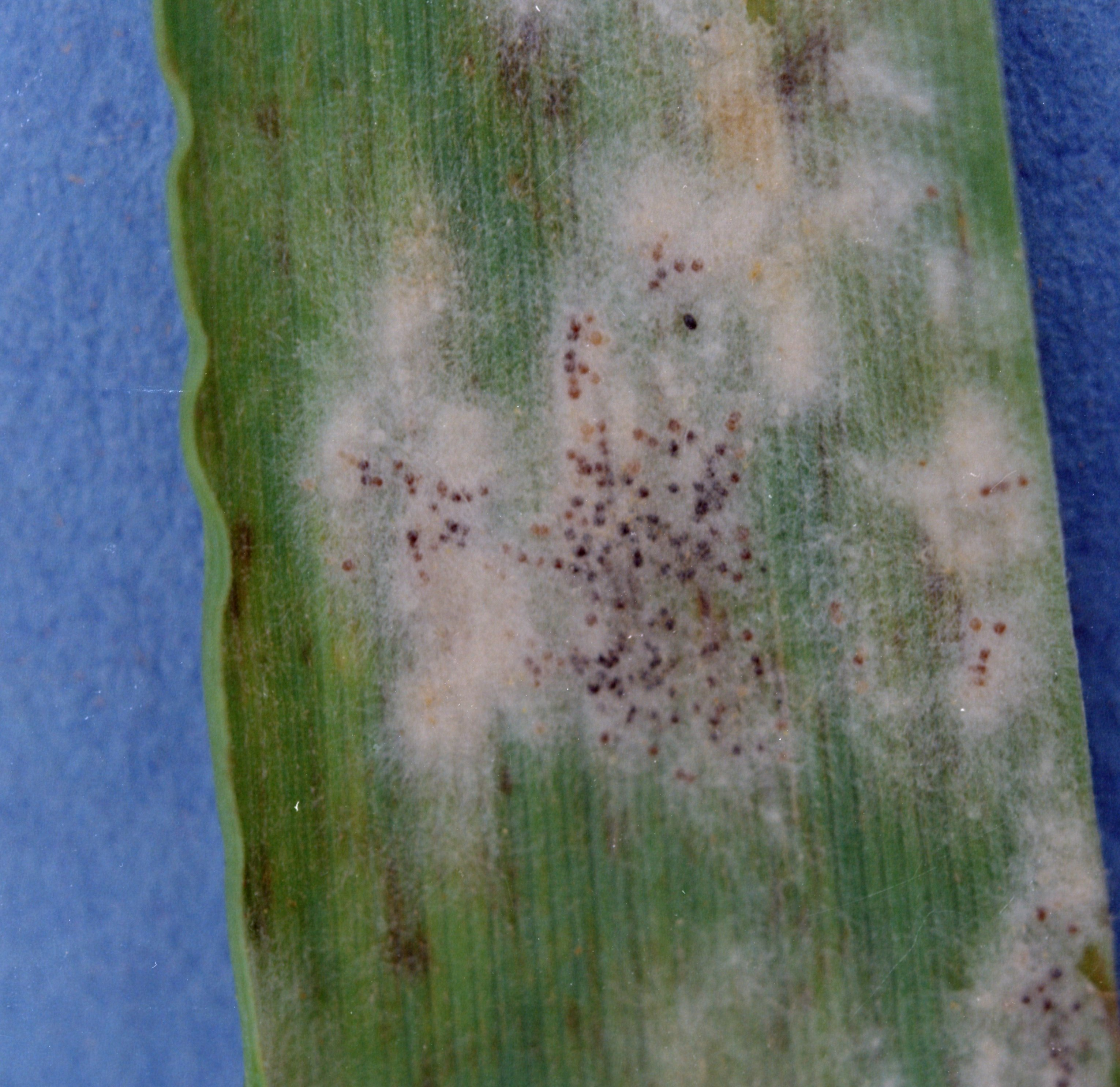
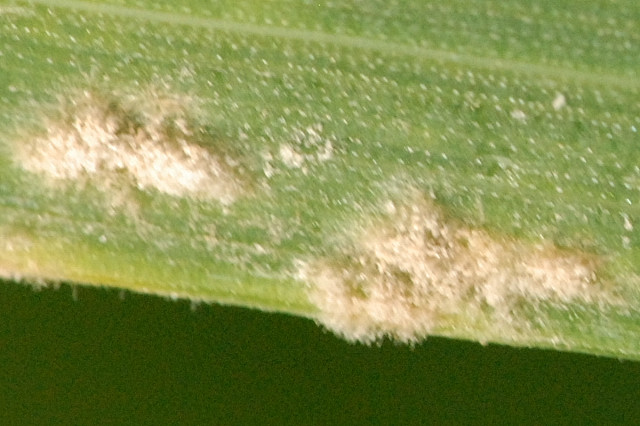
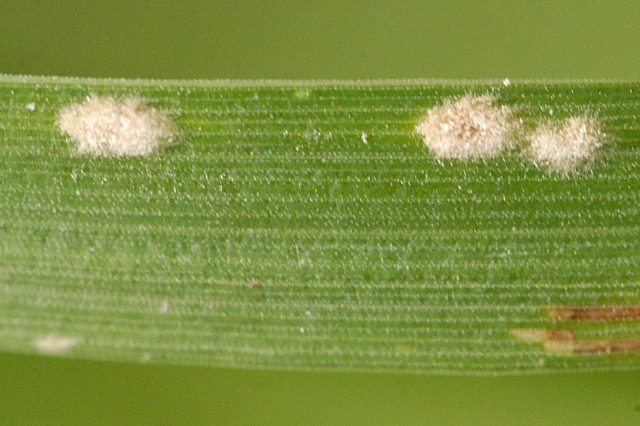